# Diaphorus basicinctus
Diaphorus basicinctus är en tvåvingeart som beskrevs av Octave Parent 1941. Diaphorus basicinctus ingår i släktet Diaphorus och familjen styltflugor. Inga underarter finns listade i Catalogue of Life.